# 鹰潭话
鷹潭話，是赣語鹰弋片的一種方言。

## 分布地域
赣語鹰弋片，或称之为餘干片、餘干贵溪片，分布在江西东北地区，包括餘干、万年、乐平、景德镇城区、贵溪、余江、鹰潭、波阳、横峰、弋阳、铅山，共11个县市。

## 主要特点
本片的共同特点是去声有两个调类的，阴去为升调，阳去为平调或降调。入声有两个调类的阴入高、阳入低(万年例外)。

## 分片
本片可分贵溪、余干两小片。
- 贵溪小片包括鹰潭市、余江、贵溪、横峰、弋阳、铅山。本小片的特色是古全浊上部分字今读阴平，[n l]不混。宕江二摄今读主要元音为[a]，梗摄无白读系统。本小片韵母的这两个特点同其他赣方言有明显的区别。
- 余干小片包括余干、鄱阳、万年、乐平和景德镇市。本小片的共同特点是全浊上字今不读阴平，泥来洪音相混或部分相混，宕江两摄读[oŋ ioŋ uoŋ o? io?]，梗摄有白读系统，白读为[aŋ iaŋ uaŋ a? ia?]。